# Курут
Куру́т, коро́т, курт, ак гурт — тюркский, персидский, а также монгольский кисломолочный продукт из сушёной сузьмы.

## Этимология
Слово курут происходит от тюркского куру, что означает «сухой». Курут упоминается в числе прочих продуктов питания в известной книге Махмуда аль-Кашгари «Диван лугат ат-турк» (XI век).
С небольшими вариациями название блюда в тюркских языках звучит как курут (курт), в казахском: құрт, туркменском: гурт, узбекском: курт, азербайджанском: курут, кыргызском: курут, турецком: курут, курутулмуш йогурт, шорском: қурут, хакасском: хурут, вероятно как заимствование в таджикском: қурут. Этот молочный продукт под названием кашк присутствует также в кухнях Ирана, Ирака, Сирии, Египта и Кавказа. В арабской кухне джамид (араб. جميد‎), в армянской — чортан (арм. չորթան) и в монгольской как ааруул, хурууд (монг. ааруул, хурууд).

## Виды
- Солёный сушёный, в виде шариков или цилиндриков, обжатых в ладони и иногда сохраняющих следы обжатия.
- Варёный и просушенный. Масса варится на протяжении двух-трёх часов, затем скатывается в виде шариков или цилиндриков, которые затем сушатся на солнце.
- Варёный пастообразный. Такой курут добавляется в сорпу (бульон)[7].

Сушёный курут также могут добавлять в бульон, но в этом случае его предварительно размягчают в воде или бульоне.
У башкир представляет собой шары размером с теннисный мячик. В Кыргызстане курут это шарики диаметром от 1,5 до 4 см. Казахи часто добавляют кислый курут в мясные жирные супы.

## Приготовление
Курут готовят из овечьего, козьего или коровьего молока. На юге Казахстана — из кобыльего молока, на западе — из верблюжьего.
Молоко сквашивают. Полученный кисломолочный продукт (катык) помещают в тканевый мешочек и подвешивают в тени на несколько дней для сцеживания сыворотки. В полученную таким образом творожный продукт (сузьму) добавляют соль и, иногда, красный молотый перец. Скатывают шарики величиной примерно с грецкий орех и несколько дней сушат на солнце до твёрдого состояния, накрыв марлей. Хранят в холстяных мешочках в сухом проветриваемом месте до 1 месяца.
Варёный курут делают из сваренного в течение 2—3 часов и процеженного катыка, соль в который не добавляют.

### Башкирский курут
Для приготовления башкирского курута, катык заливается в ёмкость (в сельской местности обычно используется казан) и варится, сначала на умеренном огне, чтобы масса не подгорела. Затем курут кипятят в течение нескольких часов — чем дольше он варится, тем больше меняется его цвет. Процесс варки может длиться до получения массы красного цвета — «кызыл корот» (красный корот). В башкирской кухне также готовится курут с пряными растениями.
Выбор катыка зависит от предназначения продукта — при использовании курута в качестве приправы к супам, для его приготовления берут перекисший катык, а для подачи к чаю готовят более пресный курут. В такой корот иногда добавляют по вкусу и желанию соль, масло, подслащивают, добавляют ягоды и фрукты.

### Промышленное производство в Казахстане
В Казахстане считают курут национальным молочным продуктом, несколько производителей выпускают этот продукт по упрощённой технологии, адаптированной для промышленного производства. Для изготовления курута используется творог с добавлением сухой молочной сыворотки, что дополнительно обогащает продукт витаминами и БАВ. Это позволяет наладить круглогодичное изготовление курута, используя в периоды падения объёмов производства молочного сырья, замороженный творог.
Ингредиенты смешиваются, прессуются, затем происходит процесс формовки, сушка и копчение.

## Применение
Курут используется как самостоятельная закуска, так и для приготовления различных блюд: гиймя-хинкал, куртова, туздук и чык (соусы к бешбармаку), наурыз-коже, бауыр куйрык, курутоб. Является популярной закуской к пиву.

## Курут в произведениях литературы
О куруте написано стихотворение «Курт — драгоценный камень». Его автор — Раиса Голубева. Стихотворение повествует о том, как курут помог выжить страдавшим от голода узницам АЛЖИРа. Стихотворение написано на основе рассказов одной из заключённых, Гертруды Платайс. Местные жители, не имея возможности открыто дать измождённым и голодным женщинам еду, кидали им курут, который охранники лагеря ошибочно принимали за камни.

## Галерея
- Шарики джамид продаются на базаре в Иерусалиме
- Приготовление курута в Кыргызстане
- Курдские женщины готовят кашк в деревне в Турции
- Курутоб из таджикской кухни
- Иранский кашк
- Монгольский ааруул